# 私密临时婚姻
私密临时婚姻 （阿拉伯语：‎，羅馬化：nikah al-mut'ah），在伊朗称为希盖，希杰 （波斯語：‎），是在什叶十二伊玛目派伊斯兰教中实行的私人和口头临时婚姻合同，其中必须指定婚姻的持续时间和麦亥尔并提前商定。
这是以口头或书面形式订立的私人合同。与伊斯兰教中的其他婚姻形式一样，需要声明结婚意向并接受条款。
什叶派穆斯林根据，穆罕默德批准了临时婚姻，但在禁止卖淫的文化中，这反而被用作性工作者的合法掩护。一些西方作家认为，临时婚姻类似于卖淫。
一些消息来源说，临时婚姻没有规定的最短或最长期限，但其他人，例如《牛津伊斯兰教词典》，表明婚姻的最短期限是有争议的，建议至少三天、三个月或一年的期限。
一些穆斯林和西方学者表示，私密临时婚姻和允许临时婚姻都是伊斯兰教徒试图以伊斯蘭教的方式（Islamically），避免賣淫受到宗教懲罰。賣淫在伊斯蘭教中是不允許的。宰德派拒绝私密临时婚姻。